# Urokodia aequalis
Urokodia aequalis (лат.) — вымерший вид членистоногих неясного систематического положения. Впервые обнаружены в 1989 году группой китайских палеонтологов в отложениях нижнего кембрия (около 515 млн лет) в сланцах Маотяньшань (Юньнань, Китай). Всего известно более 20 находок окаменелостей данного вида. Имели внешнее сходство с Mollisonia из фауны сланцев Бёрджес.

## Строение и образ жизни
Животные с уплощённой вытянутой формой тела, в длину не превышавшие 2,5 см. Тело Urokodia aequalis подразделялось на голову, 15 свободных сегментов туловища и хвостовой щит. Головной и хвостовой отделы несли несколько пар шиповидных выростов, служивших для защиты от хищников. Тип питания неизвестен.